# Heinrichsbrunnen (Braunschweig)

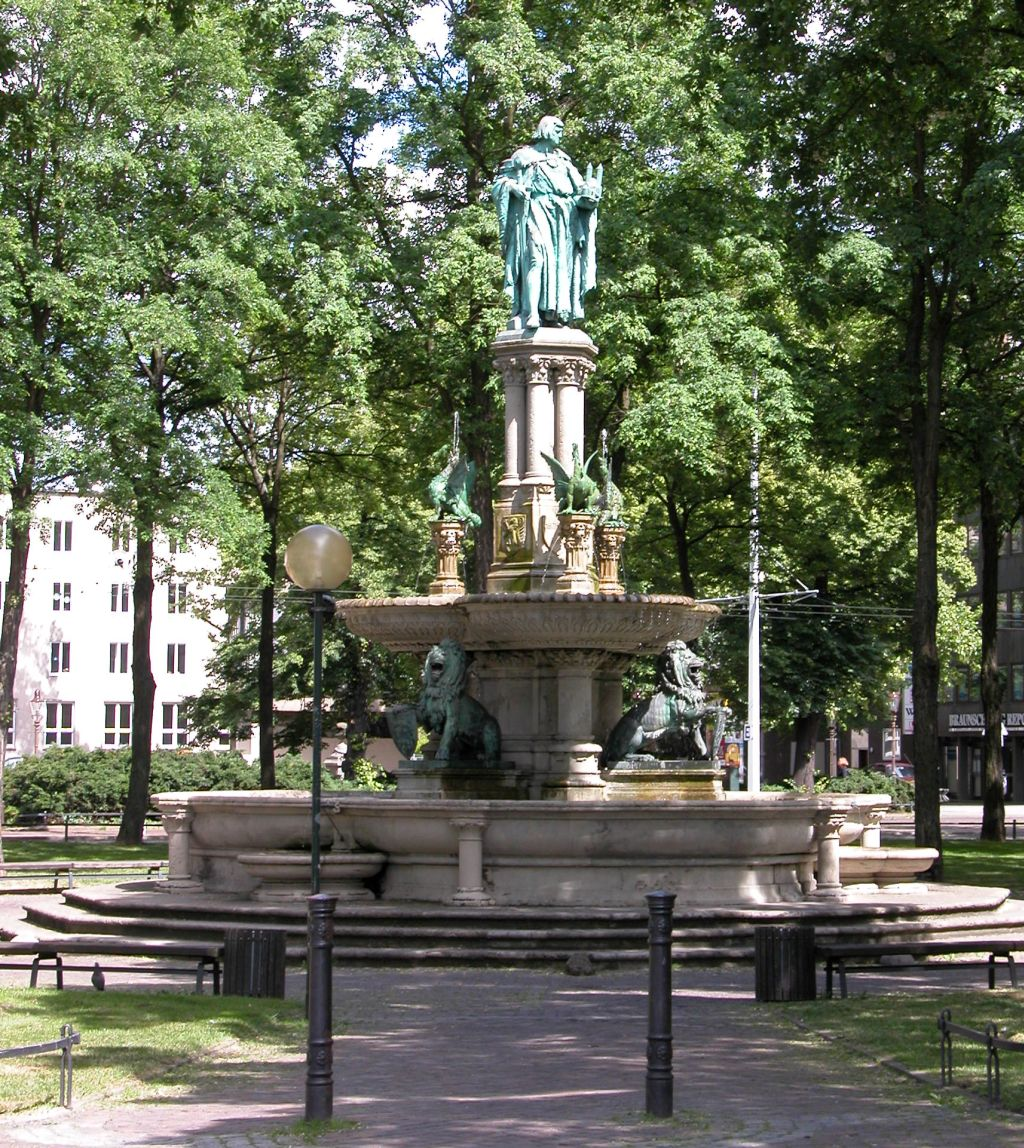
Heinrichsbrunnen

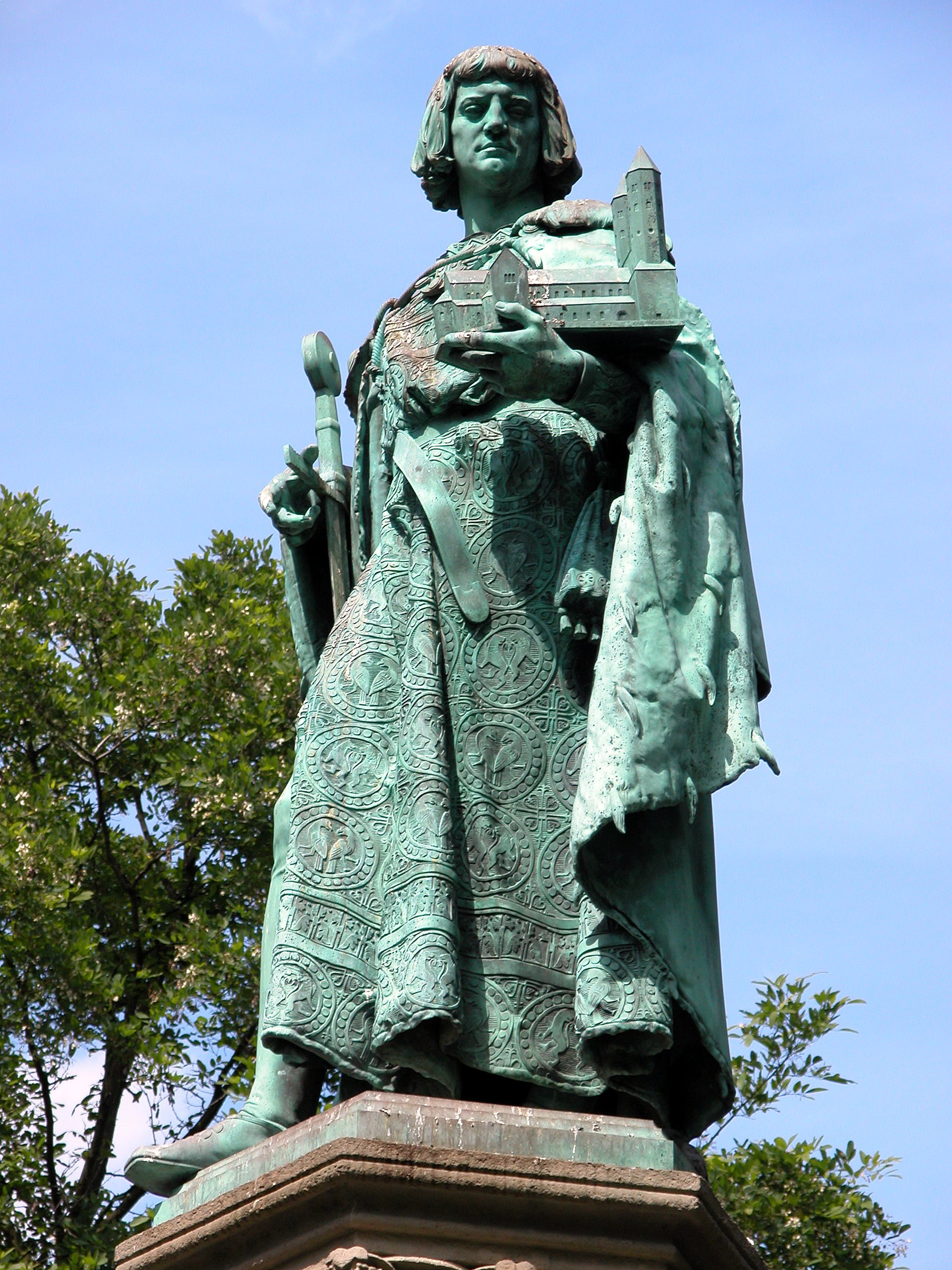
Heinrichsbrunnen – Bronzefigur Heinrichs des Löwen

Der Heinrichsbrunnen im Jahr 1889. Am rechten Bildrand ist das Westwerk der Katharinenkirche zu erkennen. Das große Gebäude im Hintergrund links ist die Hagenmarkt-Apotheke.

Der Heinrichsbrunnen ist ein 1874 entstandener historistischer Zierbrunnen in Braunschweig, dessen Bronzefigur Herzog Heinrich den Löwen darstellt. Er befindet sich  an zentraler Stelle auf dem Hagenmarkt im Weichbild Hagen.

## Geschichte
Das Weichbild Hagen wurde um 1160 durch Herzog Heinrich den Löwen gegründet. Auf dem Hagenmarkt befand sich an der Stelle des heutigen Heinrichsbrunnens ein mittelalterlicher bronzener Brunnen aus dem Jahre 1407 mit einer Figur der heiligen Katharina, der Patronin der benachbarten Katharinenkirche. Dieser wurde 1570 vergoldet und während der Befreiungskriege im Jahre 1814 eingeschmolzen, um daraus Kanonen zu gießen.

### 19. Jahrhundert
In den Jahren 1864 bis 1866 wurde das ehemalige Opernhaus auf dem Hagenmarkt abgerissen, wodurch ein weitläufiger Platz entstand. Dieser sollte durch ein Brunnenstandbild Heinrichs des Löwen geschmückt werden. Der aus dem Braunschweigischen stammende und in Dresden tätige Bildhauer Adolf Breymann schuf 1866 ein Modell der Statue. Das zur Förderung des Brunnenbaues gegründete Comité zur Ausführung eines Brunnens mit dem Standbilde Herzog Heinrich's des Löwen rief zu Geldspenden auf. Dem Komitee gehörten u. a. der Anwalt Adolf Aronheim, der Landsyndikus Johann Wilhelm Oesterreich und Stadtbaumeister Carl Tappe an. Der Bildhauer Breymann wurde mit der Erstellung eines acht Fuß großen Tonmodells der Heinrichsfigur beauftragt. Das Modell wurde im Juli 1869 fertiggestellt und in der Aegidienkirche gegen Eintrittsgeld ausgestellt, um den geplanten Bronzeguss zu finanzieren. Mit der planerischen Gestaltung des Brunnens beauftragte Stadtbaurat Carl Tappe seinen jungen Gehilfen, den seit 1869/70 wieder in Braunschweig tätigen Architekten Ludwig Winter. Dieser hatte bereits bei seinem akademischen Lehrer Friedrich von Schmidt Erfahrungen mit dem Entwurf von Monumentalbrunnen gesammelt. Winter sandte Breymann im Mai 1870 einen Entwurf nach Italien. Weitere Entwürfe Winters, die Änderungswünsche Breymanns aufnahmen, wurden von Breymann in Rom mit dem Wiener Architekten Heinrich von Ferstel diskutiert. Der bevorzugte Entwurf wurde von Winter 1871 als Modell umgesetzt. Nachdem die finanziellen Mittel den Guss der Bronzefigur Heinrichs durch den Braunschweiger Erzgießer Georg Ferdinand Howaldt ermöglichten, wurde die Statue auf der Wiener Weltausstellung 1873 gezeigt, wo sie eine Auszeichnung erhielt. Der Brunnen wurde im Folgejahr errichtet und am 4. Juli 1874 feierlich eingeweiht. Braunschweiger Bürger hatten rund 3.800 Taler für den Bau gespendet.

### 20. Jahrhundert
Während die Innenstadt Braunschweig während des Zweiten Weltkriegs zu 90 % zerstört wurde, überstand der Heinrichsbrunnen diese Zeit weitgehend unbeschadet. In den folgenden Jahrzehnten wurde der Brunnen durch Abgase und Taubenkot jedoch stark beschädigt, so dass Ende der 1990er Jahre eine aufwendige Restaurierung erforderlich wurde. Diese wurde in den Jahren 1998/99 für rund 280.000 Euro durchgeführt. Heute wendet die Stadt Braunschweig für den Heinrichsbrunnen jährlich Reinigungskosten in Höhe von 2000 Euro auf.

## Aufbau
Die 274 cm große, auf einem Säulenbündel stehende Bronzefigur zeigt eine idealisierte Darstellung Herzog Heinrichs des Löwen. In Anlehnung an das mittelalterliche Grabmal Heinrichs im Braunschweiger Dom trägt die Brunnenfigur die Attribute Schwert und Kirchengebäude, wobei es sich beim Heinrichsbrunnen jedoch um ein Modell der Katharinenkirche und nicht um die Stiftskirche St. Blasius handelt. Die Brunnenschalen in neugotischer Dreipassform auf zwei Ebenen aus Velpker Sandstein stammen von Ludwig Winter. Breymann modellierte drei bronzene Drachen und drei sitzende Löwen, die von Howaldt gegossen wurden. Die Löwen tragen die Wappen des Welfenhauses. Den sechseckigen Sockel der Bronzefigur zieren die Wappen der fünf Braunschweiger Weichbilde sowie die Inschrift Henricus Leo.

## Impressionen

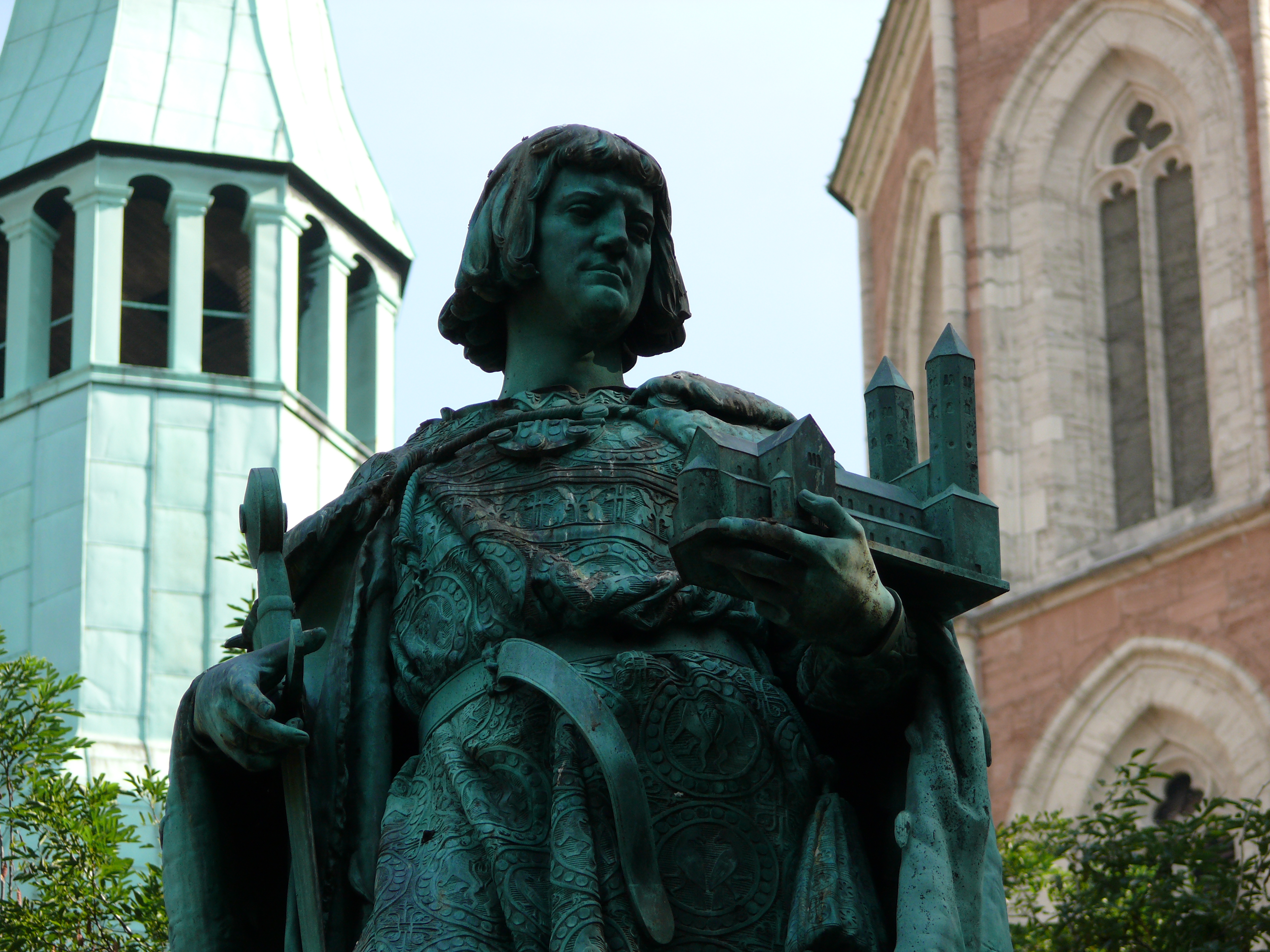
Detail der Figur Heinrichs des Löwen, im Hintergrund die Türme der Katharinenkirche.
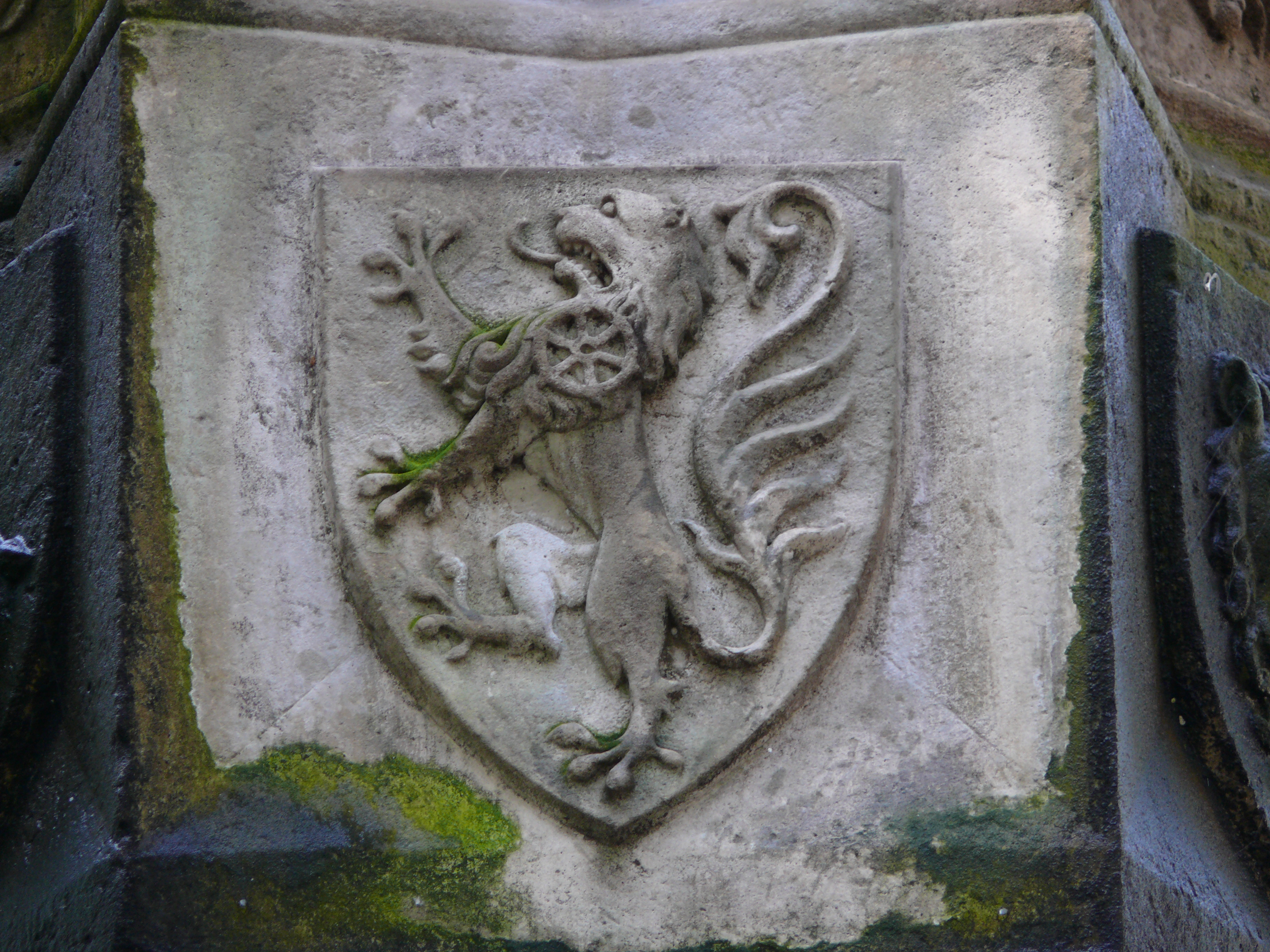
Wappen des Hagen.
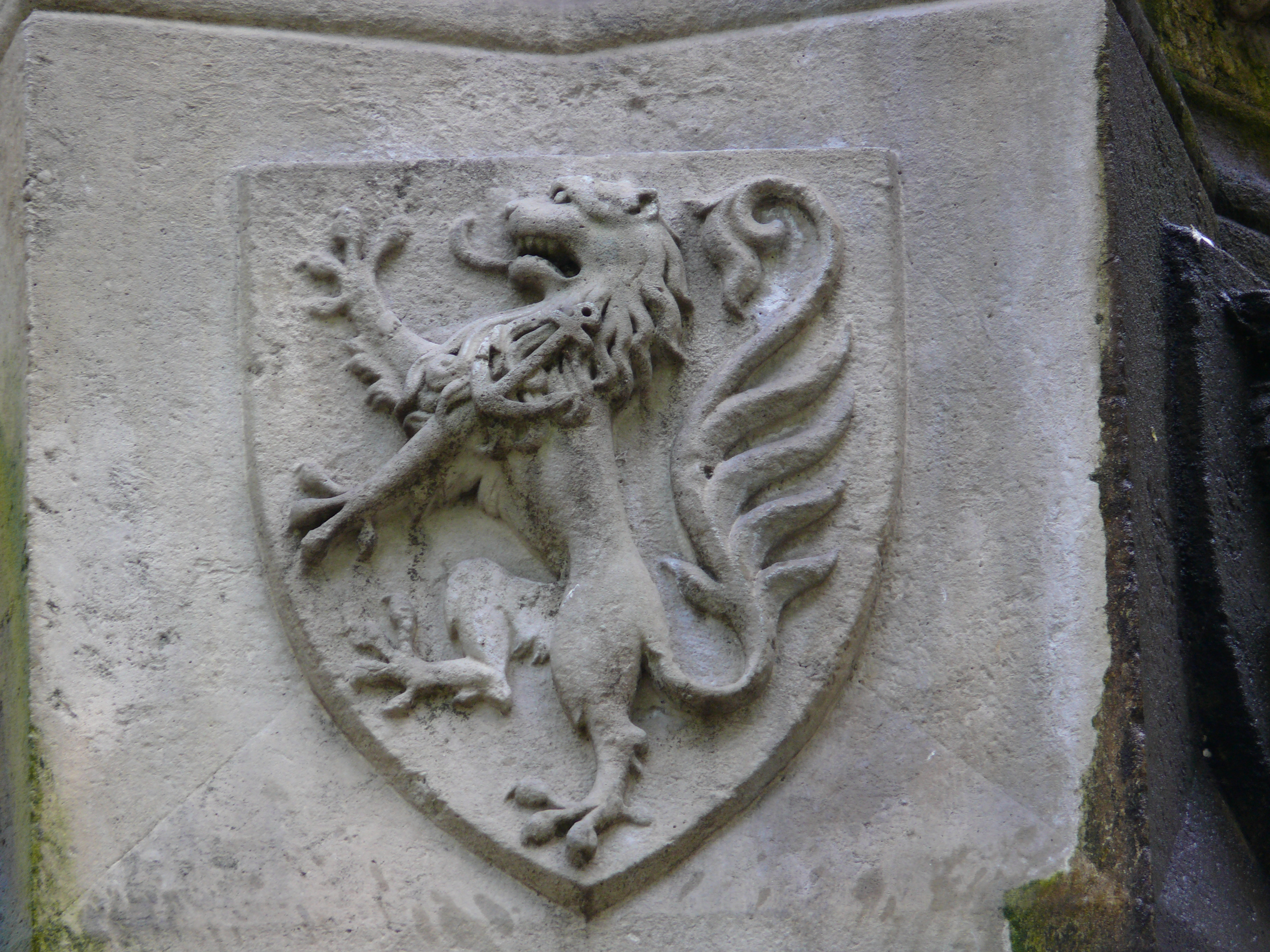
Wappen der Neustadt.